# Psalydolytta rossii
Psalydolytta rossii là một loài bọ cánh cứng trong họ Meloidae. Loài này được Bologna miêu tả khoa học năm 1994.